# Wildomar
Wildomar és una població dels Estats Units a l'estat de Califòrnia. Segons el cens del 2000 tenia 27.000 habitants.

## Demografia
Segons el cens del 2000, Wildomar tenia 14.064 habitants, 4.572 habitatges, i 3.694 famílies. La densitat de població era de 410,4 habitants/km².
Dels 4.572 habitatges en un 40,3% hi vivien nens de menys de 18 anys, en un 67,4% hi vivien parelles casades, en un 9,4% dones solteres, i en un 19,2% no eren unitats familiars. En el 14,6% dels habitatges hi vivien persones soles el 7,3% de les quals corresponia a persones de 65 anys o més que vivien soles. El nombre mitjà de persones vivint en cada habitatge era de 3,06 i el nombre mitjà de persones que vivien en cada família era de 3,38.
Per edats la població es repartia de la següent manera: un 30,2% tenia menys de 18 anys, un 6,8% entre 18 i 24, un 28,7% entre 25 i 44, un 20,6% de 45 a 60 i un 13,8% 65 anys o més.
L'edat mediana era de 36 anys. Per cada 100 dones de 18 o més anys hi havia 94,8 homes.
La renda mediana per habitatge era de 49.081 $ i la renda mediana per família de 51.964 $. Els homes tenien una renda mediana de 42.549 $ mentre que les dones 30.262 $. La renda per capita de la població era de 20.190 $. Entorn del 6,3% de les famílies i el 8,2% de la població estaven per davall del llindar de pobresa.

## Poblacions més properes
El següent diagrama mostra les poblacions més properes.